# 高橋智子 (ミュージカル女優)
高橋智子（たかはし さとこ）は、日本の女優、ミュージカル女優。別名に高橋邑瑚（たかはし さとこ）。

## 経歴
北海道出身。弟にイギリスのノーザン・バレエのダンサーである高橋宏尚、従弟には熊川哲也がいる。
4歳からバレエを始め、久冨淑子に師事。その影響で弟・宏尚や従弟・哲也も同じ教室に通った。札幌学院大学進学後、1990年から2年間ロシア・ノボシビルスクのバレエ学校に留学。復学した1993年に劇団四季『オペラ座の怪人』オーディションに合格、大学を中退して上京し、ミュージカル女優を目指す。
1994年にはミュージカル『アンデルセン』のヒロイン役マダム・ドーロを演じたほか、劇団四季『キャッツ』ではヴィクトリア役でデビューし、ボンバルリーナ、ディミータを演じた。
退団後、2003年よりバレエ指導者に転向し、福岡市でバレエスタジオを主宰している。